# Яворів (Косівський район)
Яворíв — село Косівського району Івано-Франківської області. Входить до складу Косівської міської громади.

## Населення

### Мова
Розподіл населення за рідною мовою за даними перепису 2001 року:
| Мова       | Кількість | Відсоток |
| ---------- | --------- | -------- |
| українська | 2425      | 99.96%   |
| російська  | 1         | 0.04%    |
| Усього     | 2426      | 100%     |

## Географія

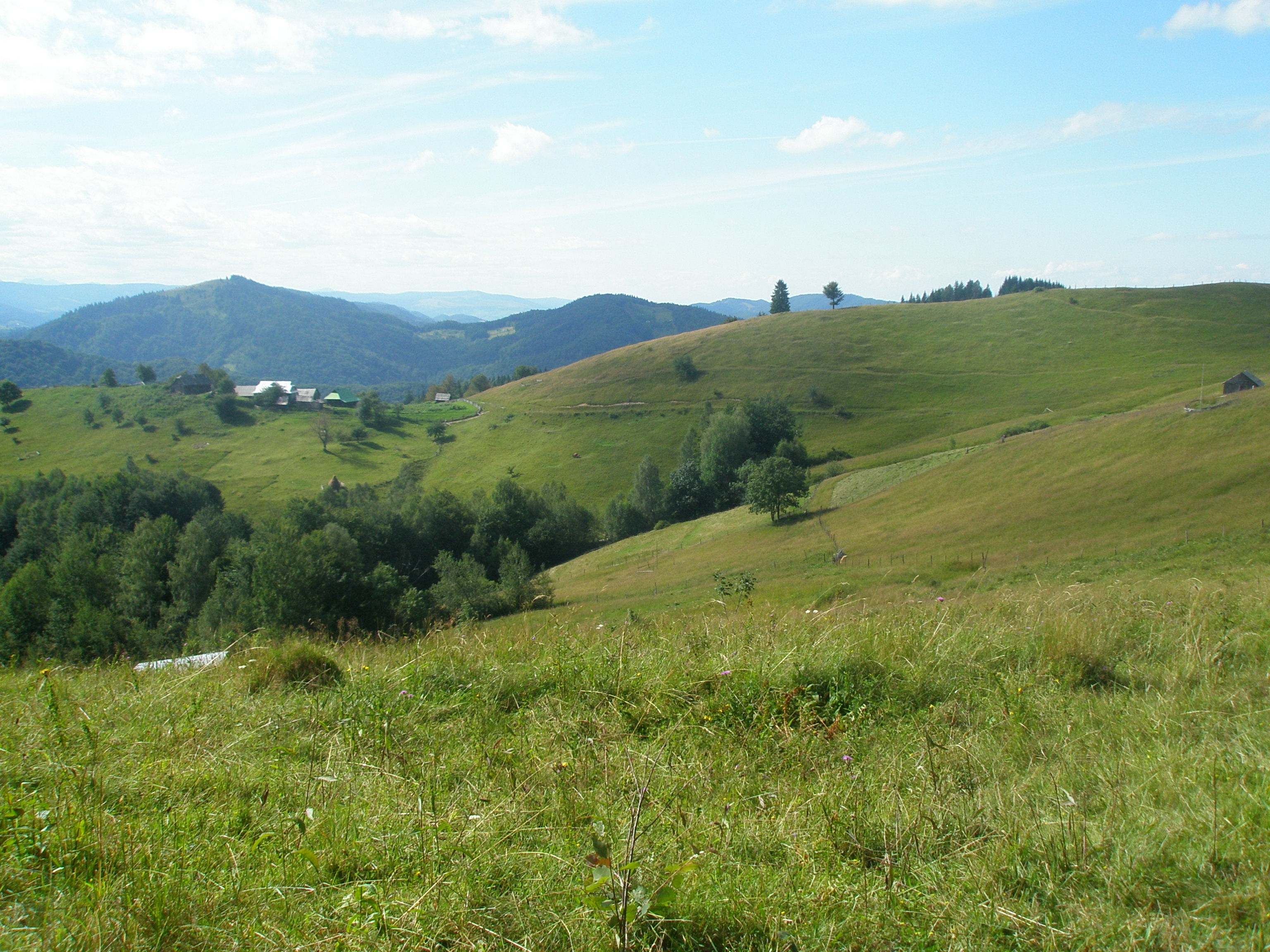
Стежками Сокільського хребта

Відстань від райцентру, міста Косів — 12 км, від найближчої залізничної станції Вижниця — 25 км.
Село за своїм розташуванням та ландшафтом є одним із наймальовничіших у Карпатах. Простягається над швидкоплинною річкою Рибницею, розташоване при західній частині Сокільського хребта і по узбіччях невисоких гір, заввишки від 538 до 1059 м над рівнем моря, укритих різнотрав'янистими луками, смерековими та мішаними лісами (їх на території села 2,5 тис. га). 
Навколишні верхи: Вороничів (747), Плоский (827), Максимець (861), Стручків (906), Сокільський (939), Терношори (998), Буковець (1059), Ігрець (1311).
У селі річка Безулька впадає у Рибницю.

## Присілки
Присілки: Безулька Перша, Безулька Друга, Безулька Третя, Віпчинка, Віпчинка Перша, Липний, Максимець, Никовата, Петричів, Петруші, Плоский, Підбуковець, Потік, Село Перше, Село Друге, Село Третє, Сліпанка, Стоянів, Стручків, Стручків Другий, Терношори, Токарня, Черлений, Широкий.

## Художні ремесла
Село Яворів — відомий осередок гуцульського народного декоративно-прикладного мистецтва. Тут зберігаються історична спадщина, своєрідний народний побут; поетичний та музичний фольклор, звичаї, традиції. 
Яворів здавна славиться своїми народними умільцями, золоті руки яких творять прекрасні різьблені вироби з дерева, вишивають рушники, виготовляють веселкові барвисті ліжники, розписують писанки. У Яворові жили і творили основоположники гуцульської плоскої різьби по дереву Шкрібляки та їх продовжувачі Корпанюки, зокрема Корпанюк Юрій Іванович.

## Культура
У селі бували Іван Франко, Леся Українка, Михайло Коцюбинський, Ольга Кобилянська, Гнат Хоткевич, Володимир Гнатюк, Володимир Шухевич. В школі працює літературно-краєзнавчий музей Лесі Українки.
У Яворові навчався в сільській парафіяльній школі і часто бував в останні роки свого життя Ярослав Окуневський.

## Туризм
Найбільше туристів приваблює хребет Сокільський (939 м над рівнем моря), що простягнувся від Рибниці до Черемоша, вкритий мішаним лісом, березовими гаями, барвистими луками, з химерними скелями посеред зелені. На початку XVIII ст. його краса захопила єврейського шукача істини Ізраеля бен Еліазера. У печері на Сокільському він жив декілька років у медитаціях та молитвах і під іменем Баал Шем Тов став засновником сьогодні поширеної та впливової течії в юдаїзмі — хасидизму. На Сокільському він зустрічався з Олексою Довбушем, який глибоко шанував його.
Не менш цікавим є урочище Терношори, яке оголошено лісовим заказником місцевого значення. Ямненські пісковики утворюють тут величезні кам'яні брили, ланцюг скельних виходів має довжину 300 м, окремі останці досягають висоти до 40 м. Найхимерніша скеля названа на честь легендарного ватажка опришків «Головою Довбуша». 

### Водоспади
- Сокільські водоспади (Яворівська Ніагара)
- Яворівський Гук
- Жолоб
- Терношорський Гук
- Віпчинка
- Кашицький
- Липний
- Широкий
- Шкіди

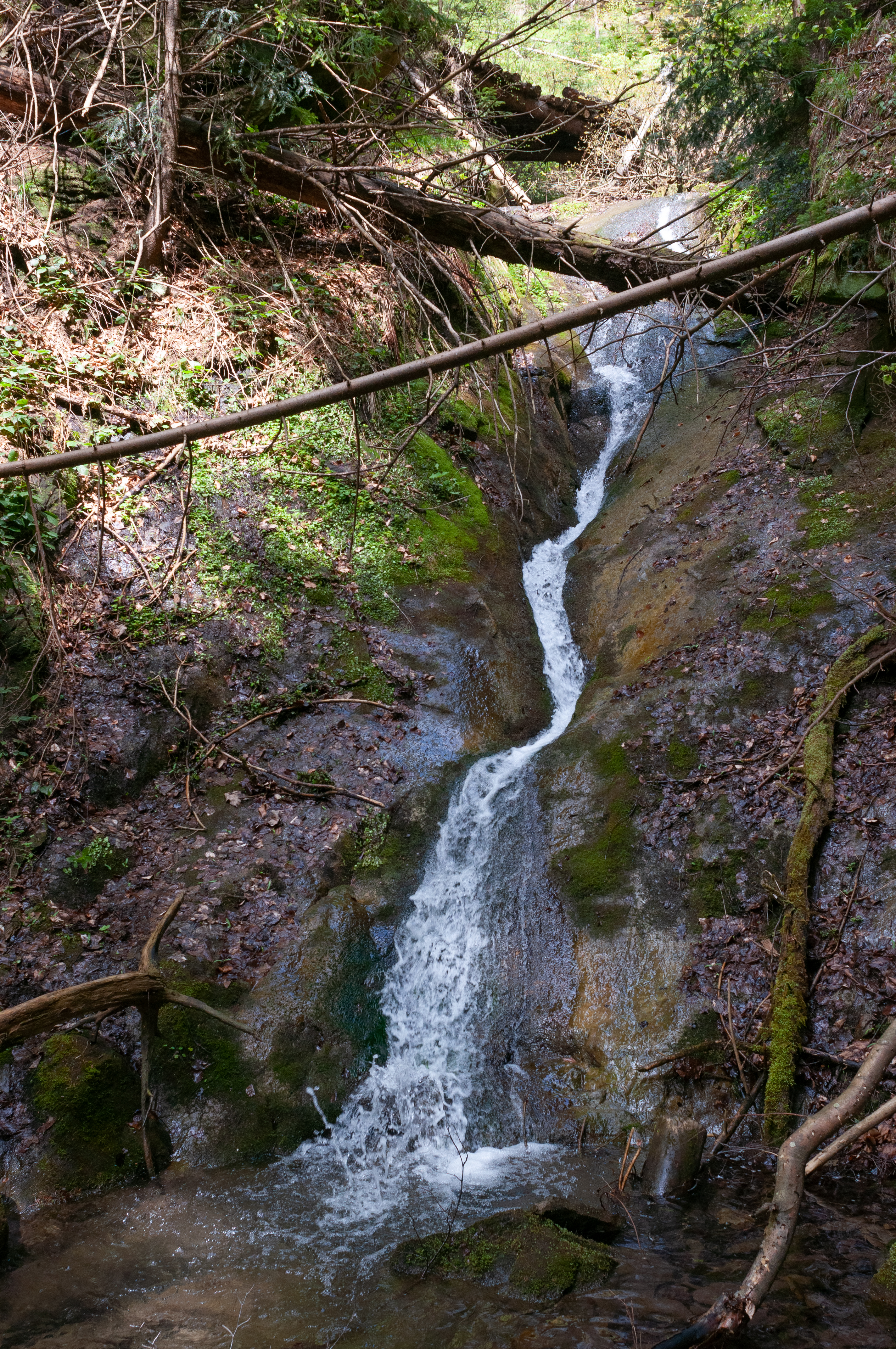
Безвінний
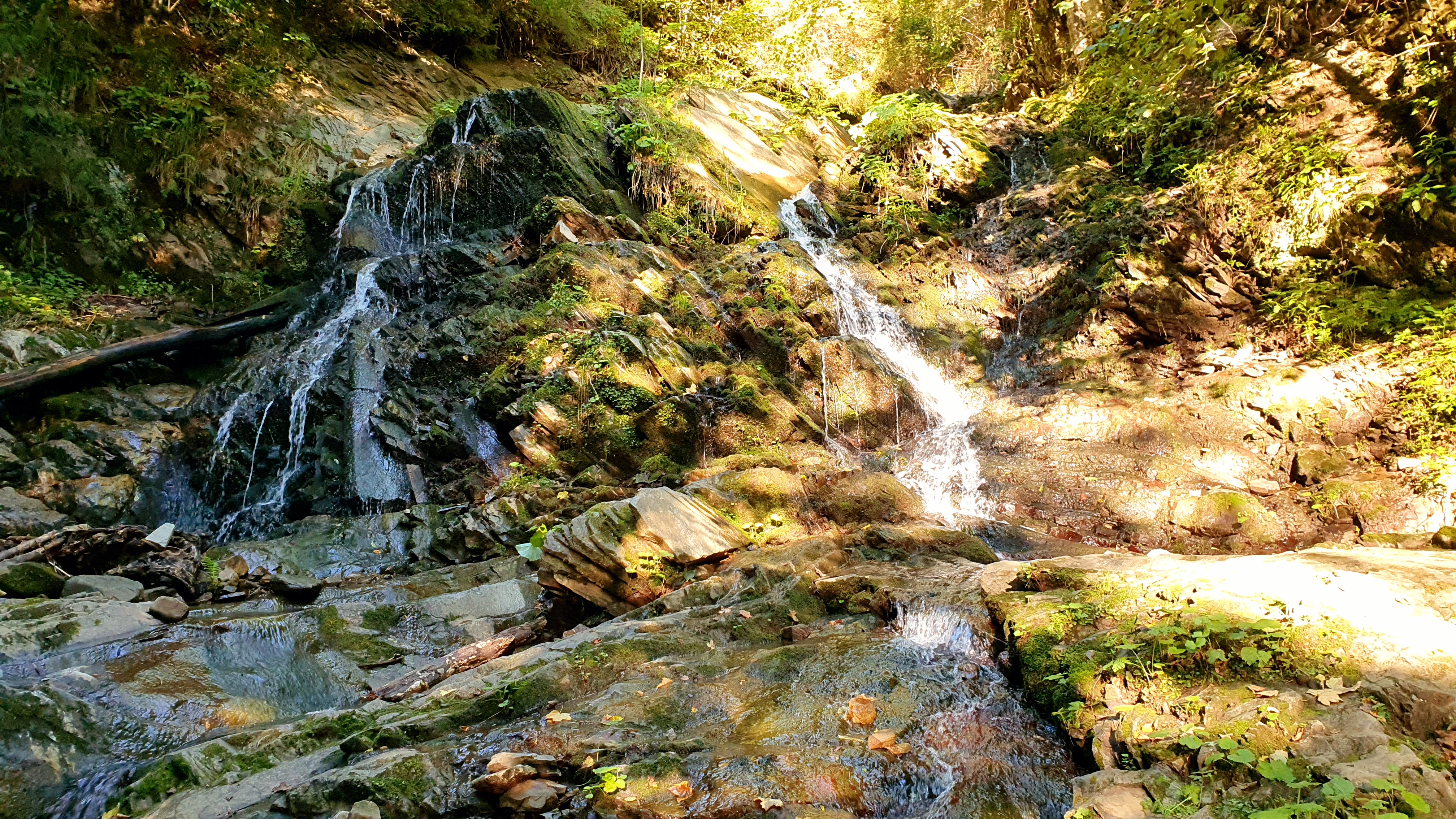
Яворівська Ніагара
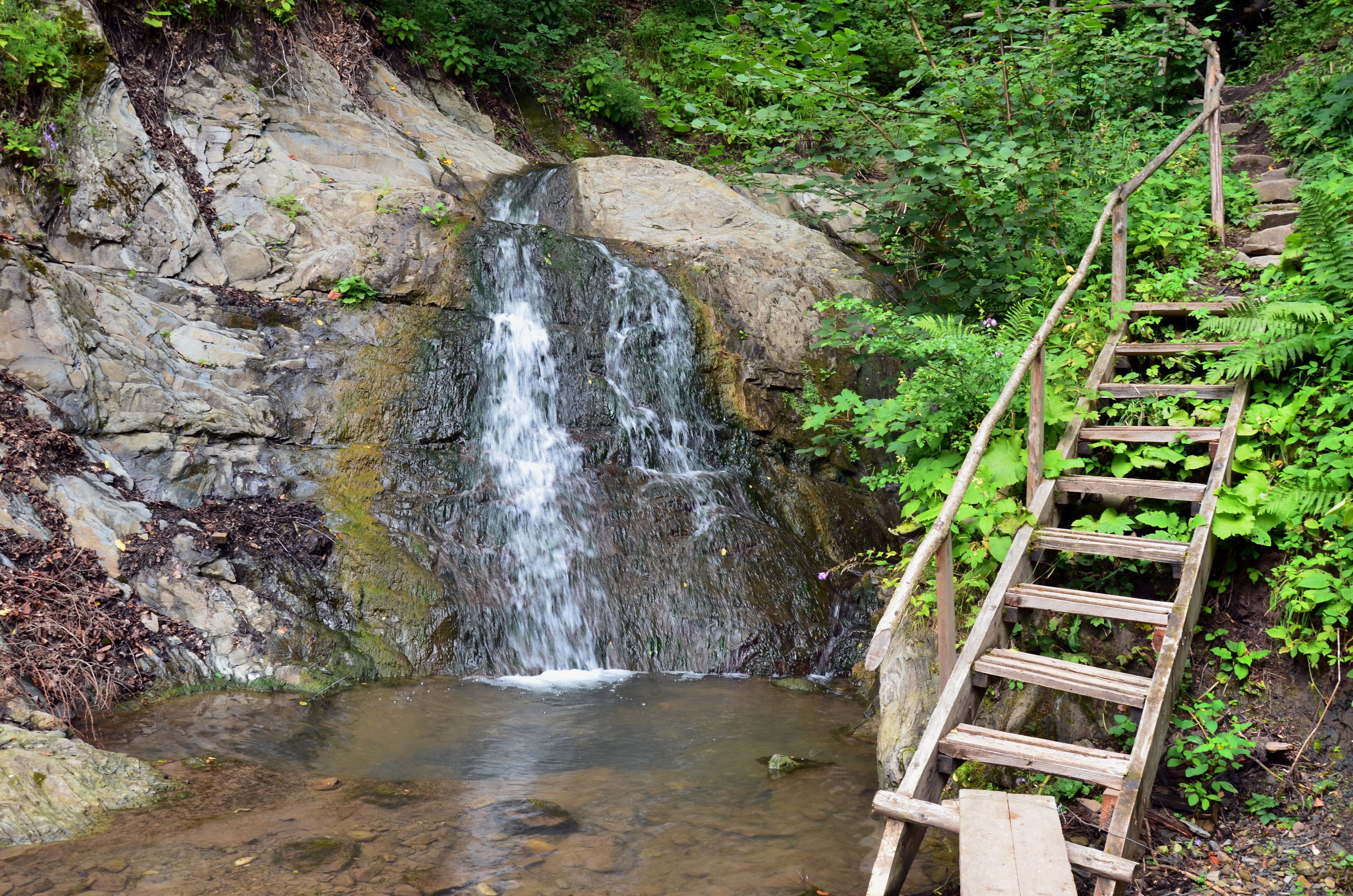
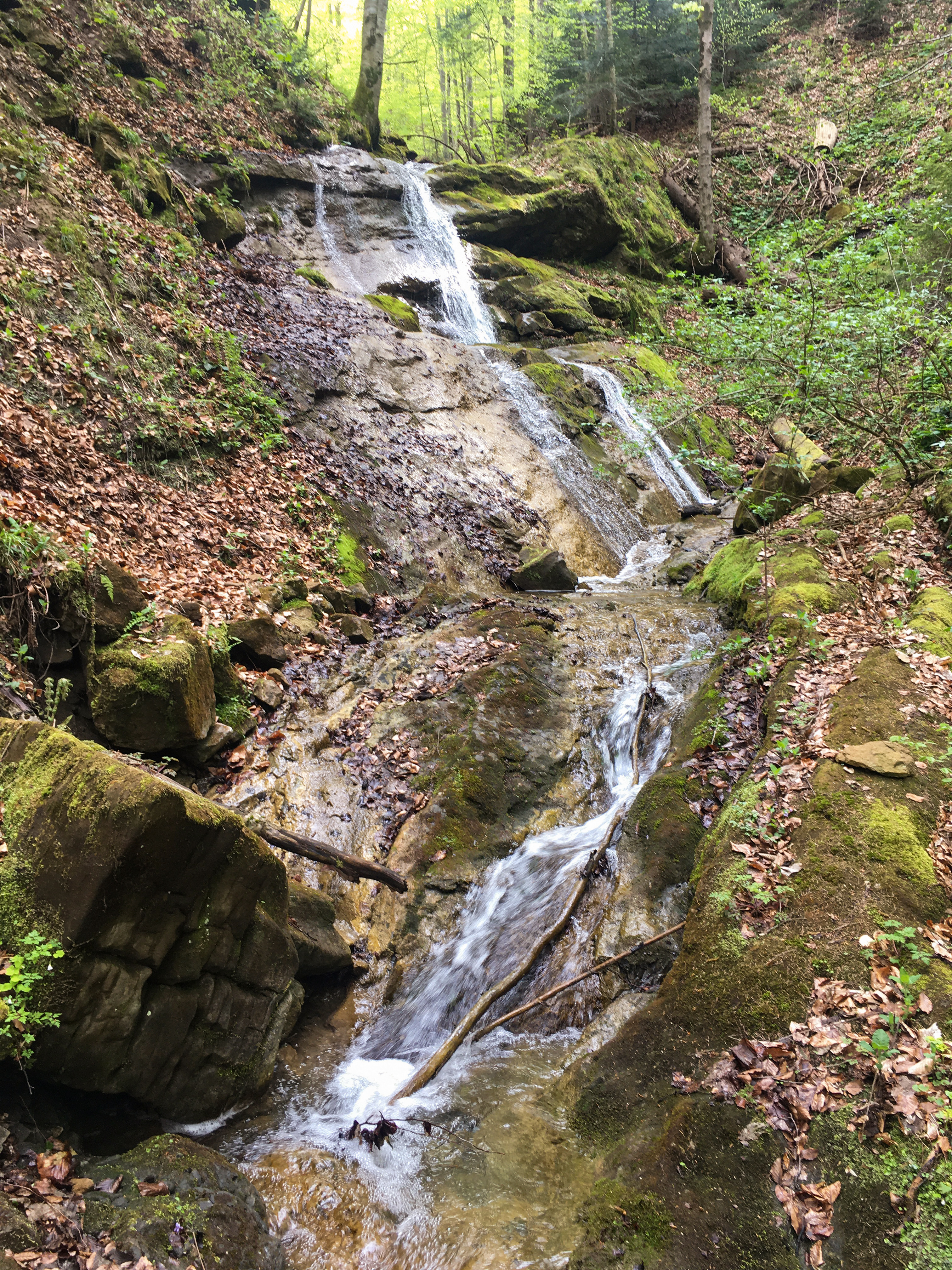
Ґелетівський
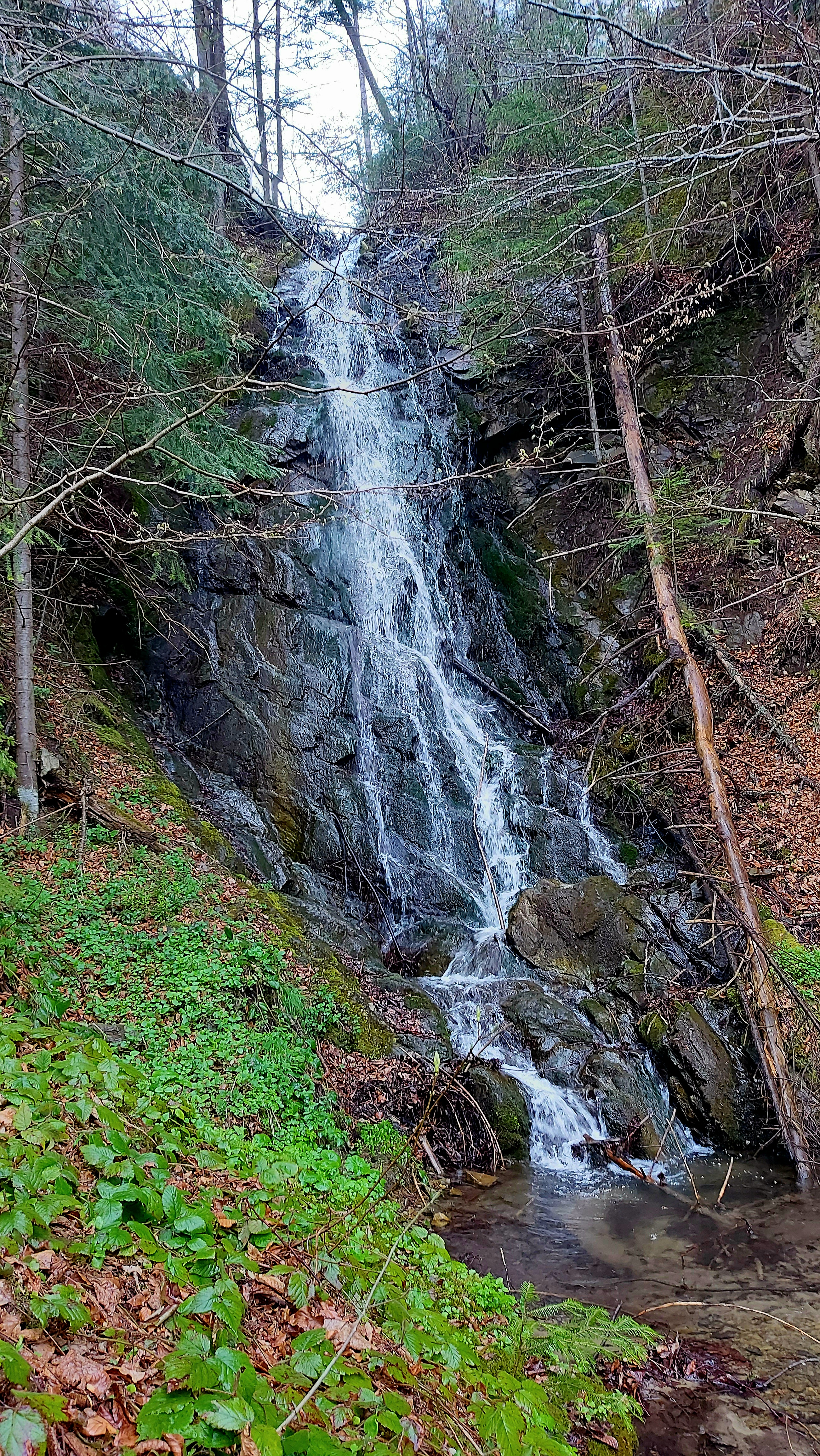
Кашицький
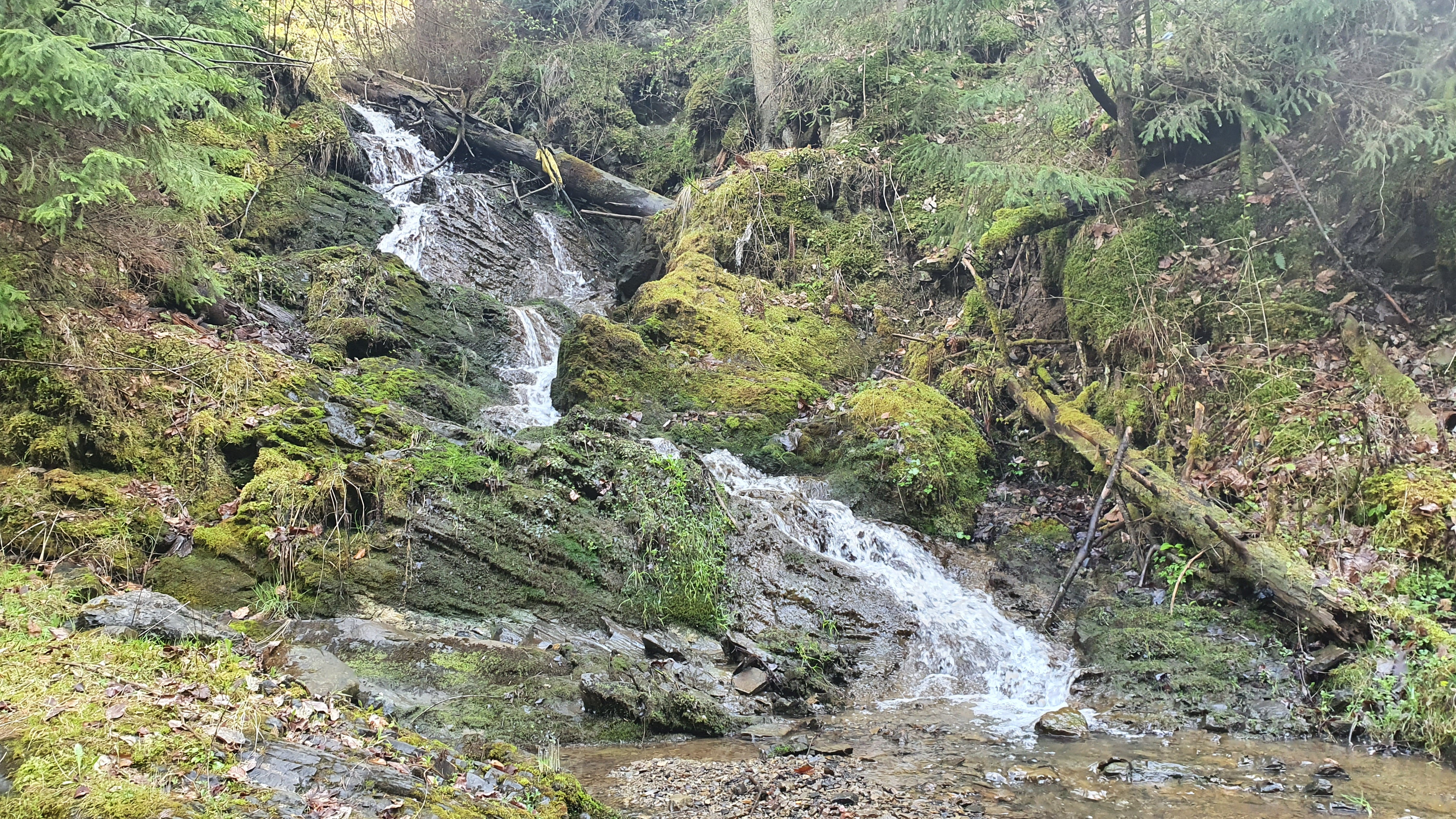
Липний
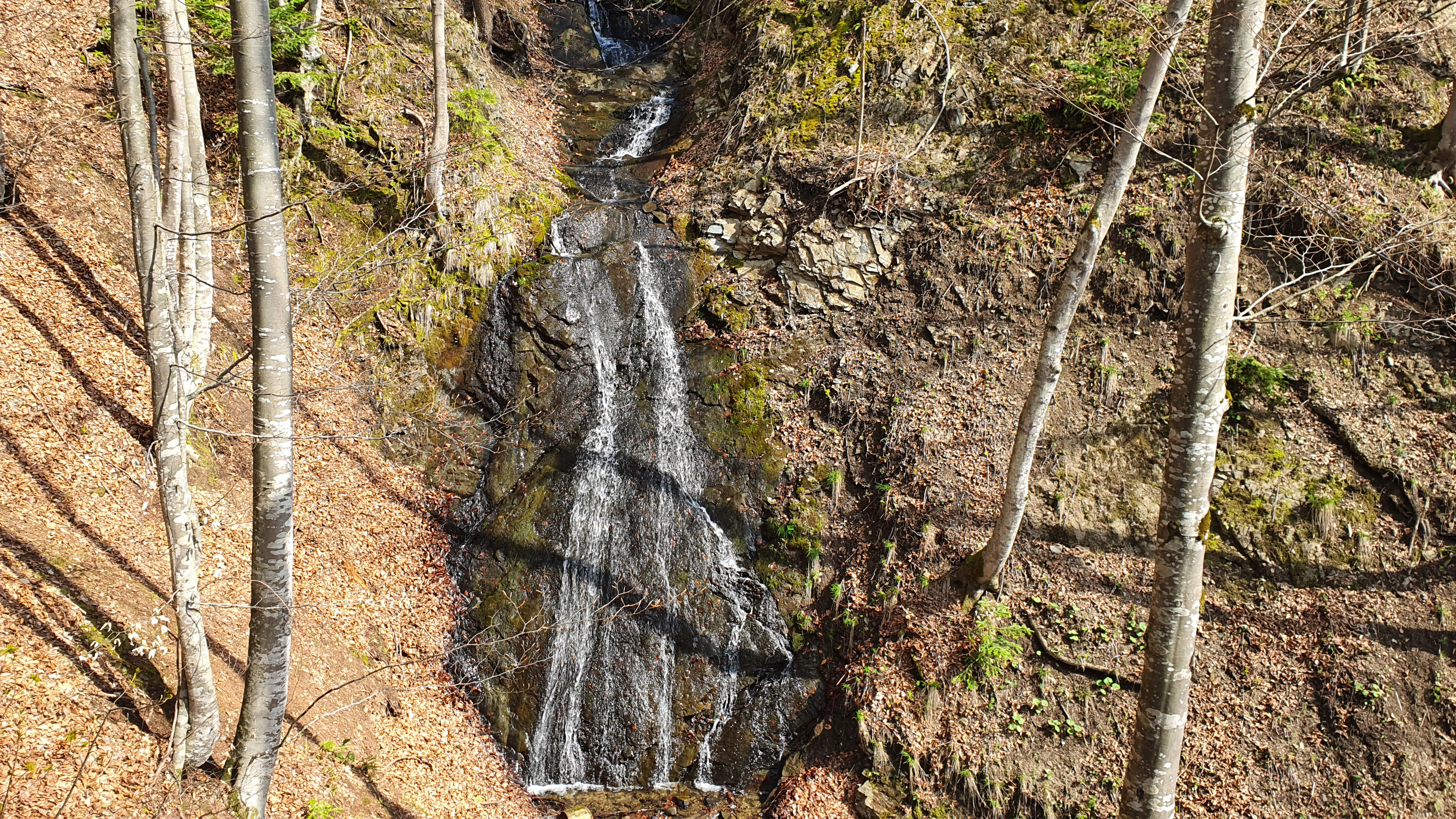
Широкий
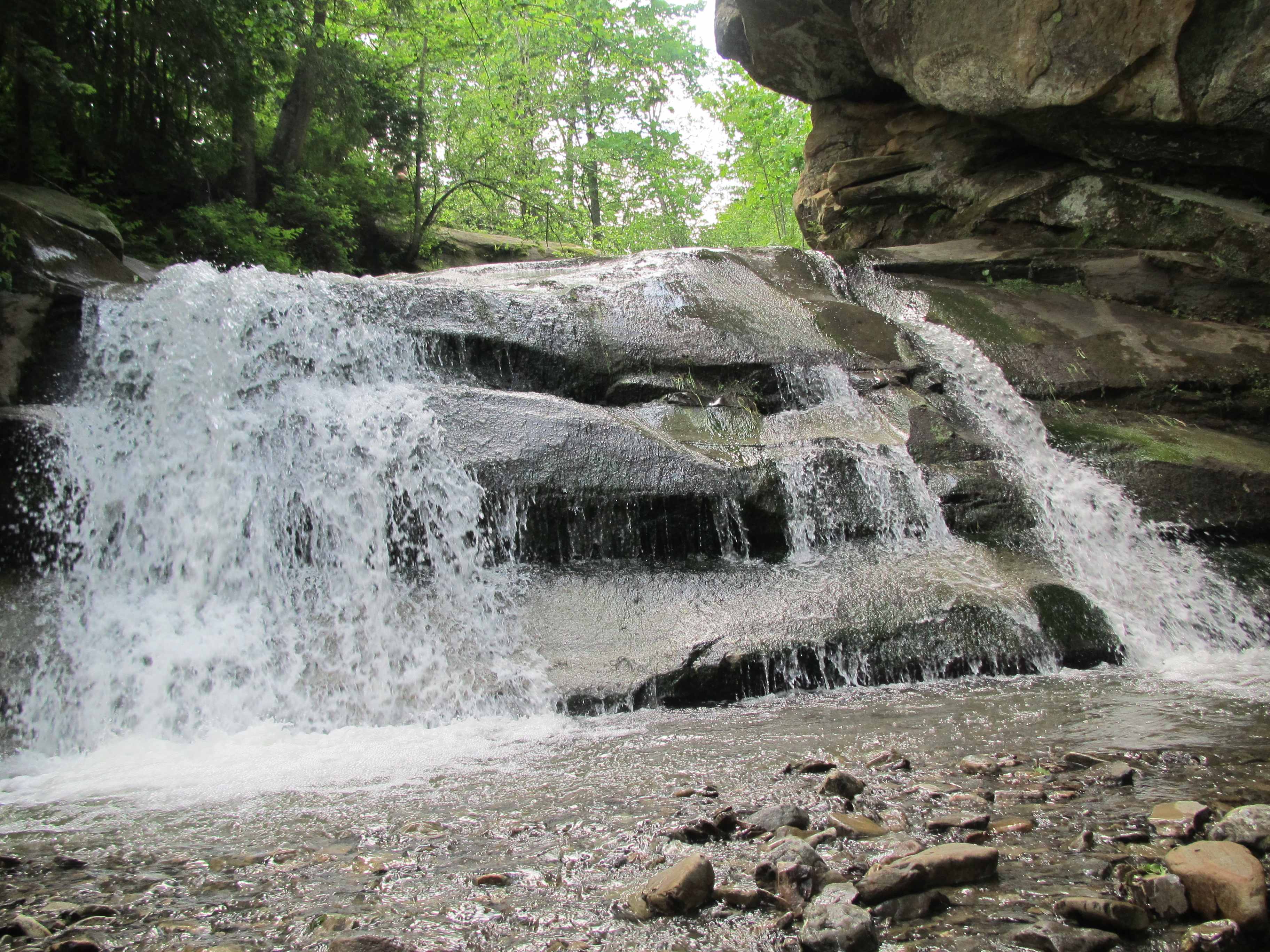
Терношорський Гук
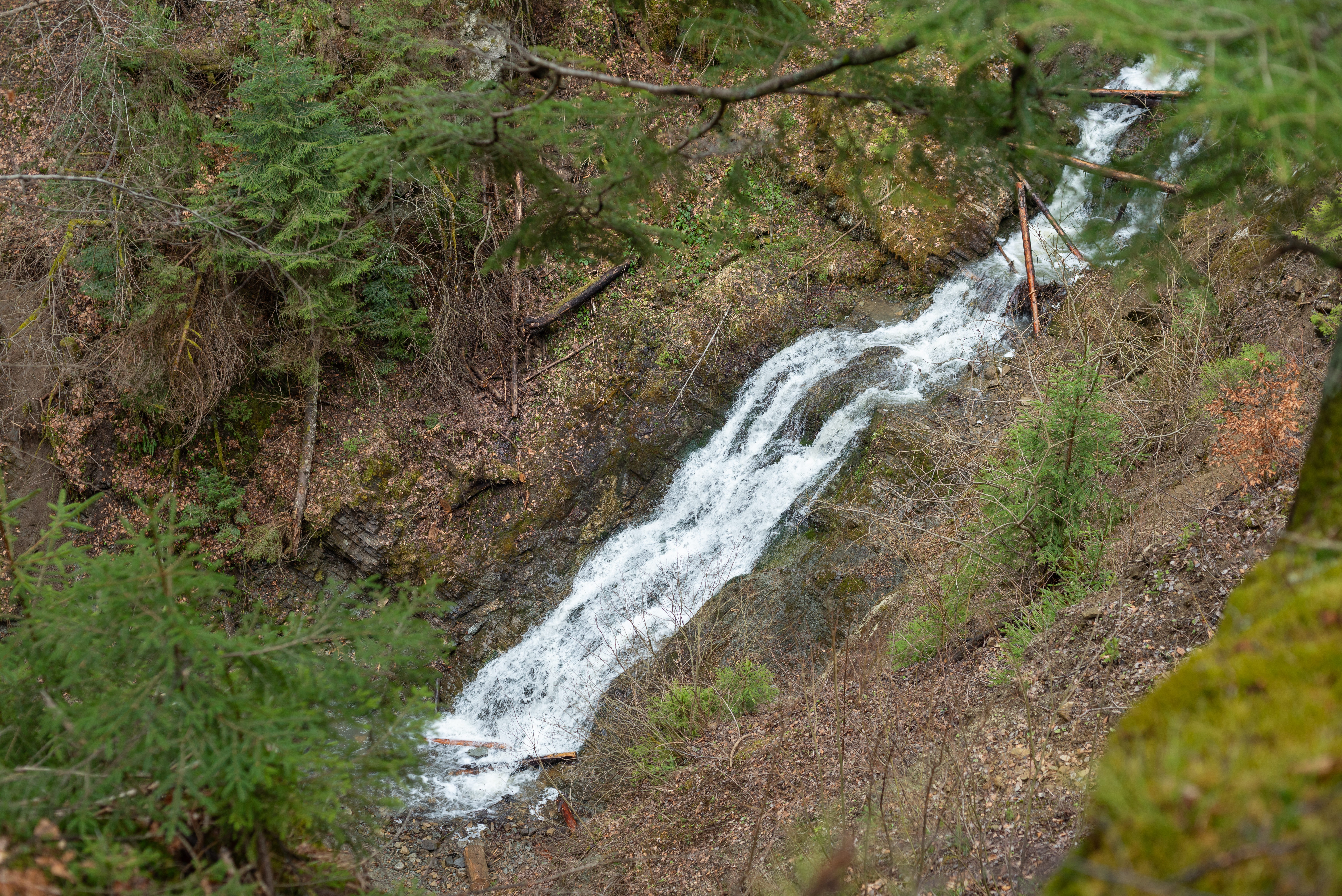
Трон
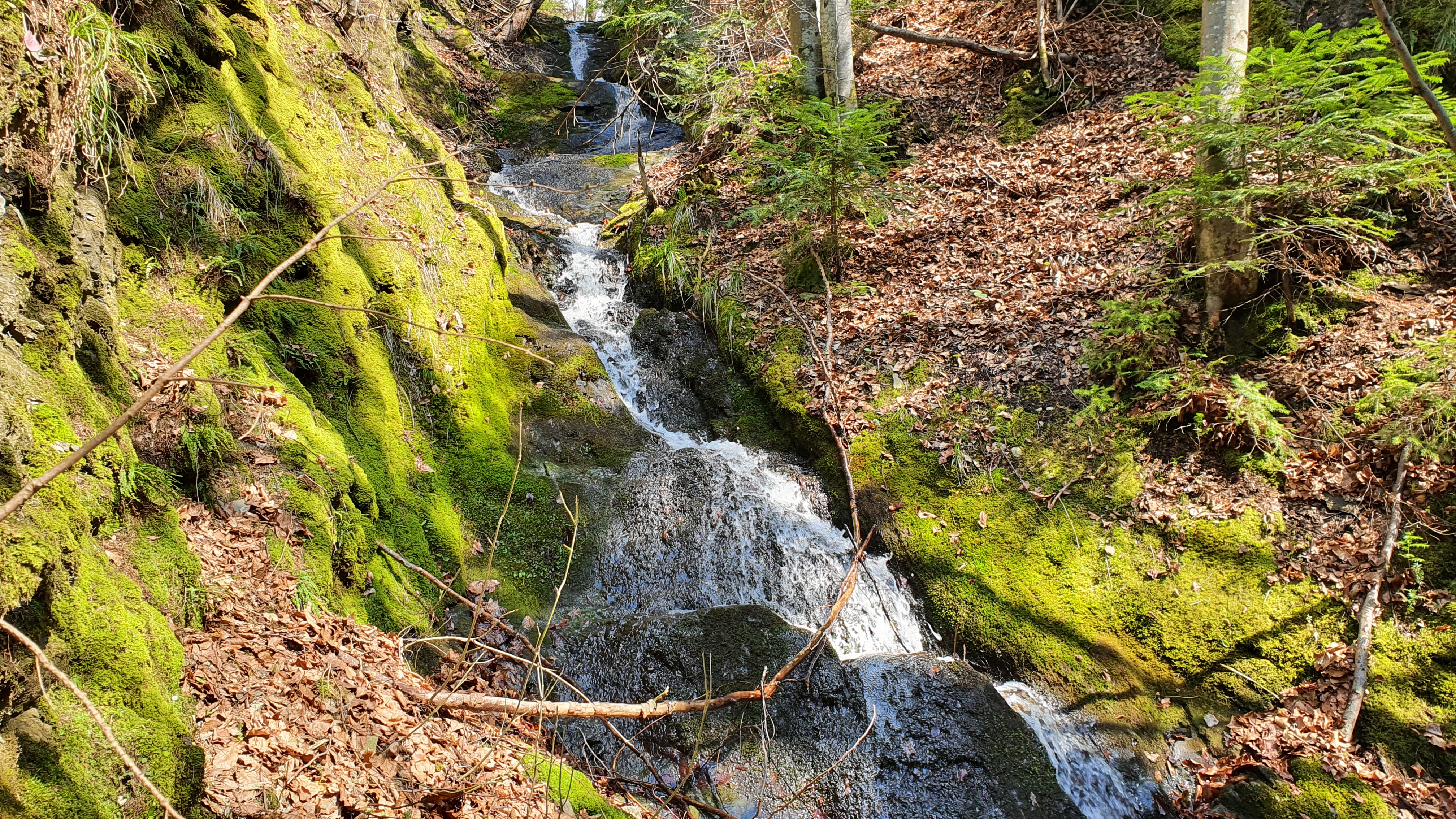
Віпчинка
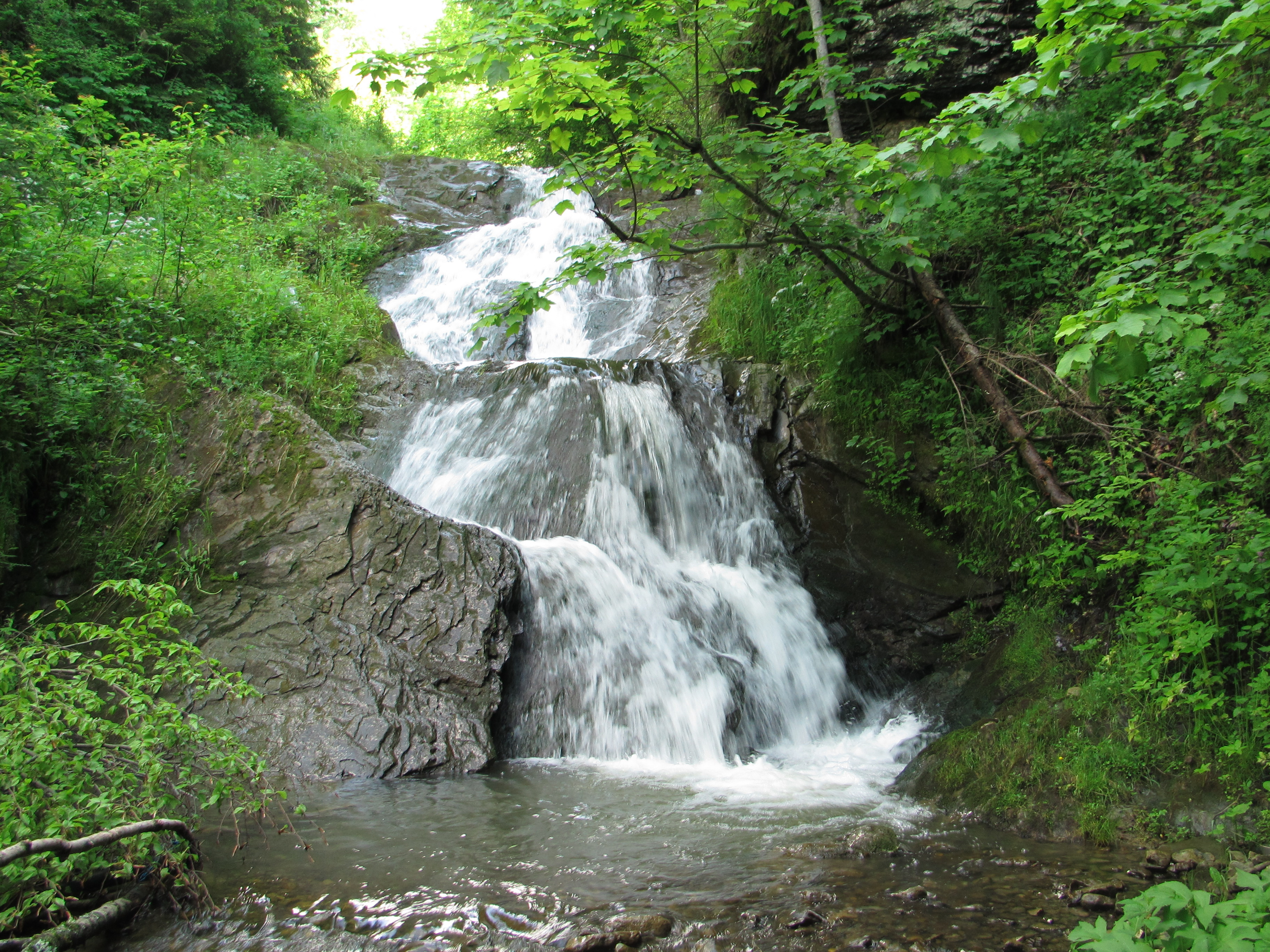
Яворівський Гук
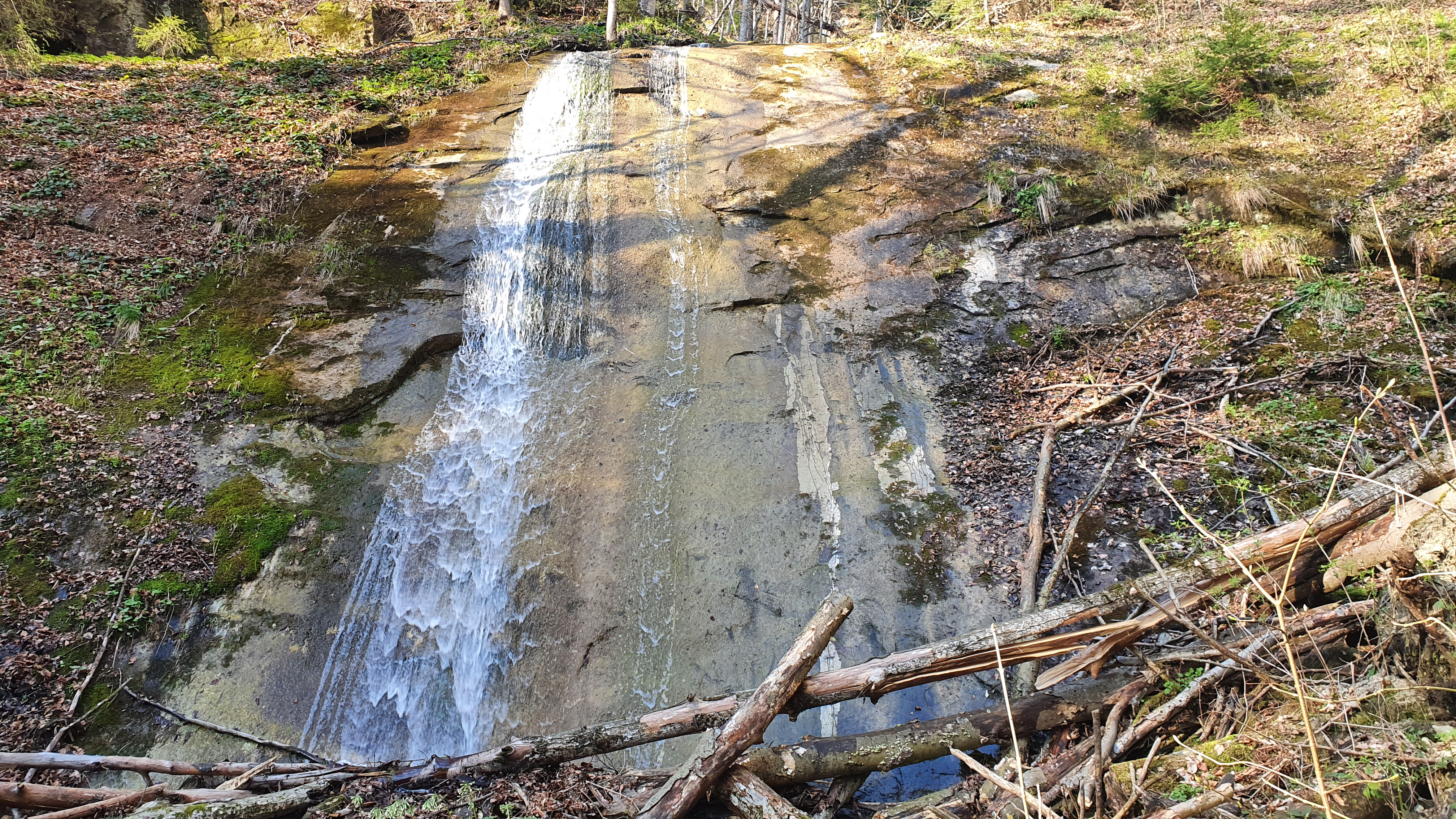
Жолоб

- Безвінний
- Яворівська Ніагара
- Ґелетівський
- Кашицький
- Липний
- Шкіди
- Широкий
- Терношорський Гук
- Трон
- Віпчинка
- Яворівський Гук
- Жолоб

## Релігія
Мешканці села мають парафію, яка належить до української православної церкви.

### Церква
Церква була збудована в 1926 році під керівництвом місцевого відомого майстра Дмитра Бучука, розташована на пагорбі в центрі села, поруч з дорогою на кладовищі. Освячена архієпископом Станіславським Григорієм Хомишиним. Церква побудована за формою і в стилі попередньої, яка згоріла в 1923 році, поруч з її місцем розташування. Церква була закрита протягом 10 років у радянський період. Використовується громадою Православної церкви України (первинно належала УГКЦ). З 1998 року церква є парафіяльною.

## Економіка
У 2016 році в селі встановили 21 вуличний ліхтар із автономним освітленням на сонячних батареях. Ними облаштовано центр села, автобусні зупинки, і ті місця, де, через особливості місцевого ландшафту, немає змоги провести кабелі для звичайної електромережі.

### Транспорт
Має прямий автобусний зв'язок з Івано-Франківськом, Чернівцями, Коломиєю, Верховиною, Вижницею, Косовом, Ворохтою, Заболотовом.

## Відомі люди
- Бучук Дмитро — український народний майстер-будівничий, представник гуцульської школи архітектури;
- Гондурак Петро Іванович (1868—1928) — майстер художнього різьблення на дереві;
- Дебринюк Юрій Михайлович (нар. 1960) — український вчений-лісівник;
- Калинич Василина Іванівна (нар. 1931) — українська народна майстриня;
- Колцуняк Марія Миколаївна — українська письменниця;
- Корпанюк Семен Іванович — гуцульський народний майстер-різьбяр;
- Корпанюк Василь Семенович — різьбяр, заслужений майстер народної творчості України;
- Корпанюк Петро Іванович — різьбяр;
- Корпанюк Юрій Іванович — різьбяр;
- Кримський Іван Степанович (? — 2022) — капітан Збройних сил України, учасник російсько-української війни. Герой України (посмертно).
- Окуневська Ольга Іполітівна — українська піаністка;
- Окуневський Теофіл Іполитович — український юрист, адвокат, дипломат, громадський і політичний діяч;
- Шкрібляки — родина різьбярів;
- Шкрібляк Анатолій Васильович — український політик. Народний депутат України 5-го скликання з кінця травня 2006 року;
- Шкрібляк Василь Миколайович — майстер різьблення на дереві;
- Шкрібляк Василь Юрійович — український гуцульський тесля, токар і різьбяр, майстер плаского різьблення по дереву;
- Шкрібляк Дмитро Федорович — майстер художнього різьблення та інкрустації на дереві;
- Шкрібляк Іван «Мартин»-«Дунай» (1928 — 11 червня 1954) — охоронець крайового проводу ОУН[4];
- Шкрібляк Микола Миколайович — етнограф, дизайнер сценічних костюмів, народний майстер, журналіст, педагог;
- Шкрібляк Микола Юрійович — гуцульський майстер пласкої різьби на дереві, син Юри Шкрібляка;
- Шкрібляк Федір Миколайович — гуцульський народний майстер у техніці «сухої» плоскої різьби, рельєфної різьби, інкрустації та художнього випалювання;
- Шкрібляк Юрій Іванович — український гуцульський токар, майстер плаского різьблення по дереву, родоначальник родини різьбярів;
- Шкрібляк Микола Васильович — священник Православної Церкви України, релігієзнавець, доктор філософських наук, доцент, завідувач кафедри культурології, релігієзнавства та теології філософсько-теологічного факультету (2017—2020 рр.), викладач Чернівецького національного університету імені Юрія Федьковича.